# Морнарички истражитељи (21. сезона)
Двадесетпрва сезона америчке полицијо-процедуралне драме Морнарички истражитељи најавио је 21. фебруара 2023. године ЦБС, а премијерно је емитована од 12. фебруара до 6. маја 2024. Ово је прва сезона у којој се Дејвид Мекалум не појављује као др. Доналд "Даки" Малард због смрти 25. септембра 2023. Сезона ће се састојати од само 10 епизода, што је најкраћи износ у историји серије, чиме ће бити оборен рекорд који је раније држала осамнаеста сезона. Ова сезона такође укључује 1000. епизоду целе франшизе која ће бити емитована 15. априла.

## Премиса
Радња серије се врти око измишљене екипа посебних агената из Морнаричкое злочинско-истражитељске службе која води кривичне истраге у које су укључени морнарица Сједињених Држава и војници. Са седиштем у Вашингтону, екипу МЗИС-а предводи надзорни побесни агент Алден Паркер, бивши посебни агент ФБИ-ја и вешт истражитељ.

## Опис
Цела екипа из главне поставе из претходне сезоне сем Дејвид Мекалума се вратила и у овој сезони.

## Улоге

### Главне
- Шон Мареј као Тимоти Мекги
- Вилмер Валдерама као Николас Торес
- Катрина Ло као Џесика Најт
- Брајан Дицен као Џејмс Палмер
- Диона Ризоновер као Кејси Хајнс
- Дејвид Мекалум као др. Доналд Малард (епизоде 1−2)
- Роки Керол као Леон Венс
- Гери Кол као Алден Паркер

### Гостујуће
- Мајкл Ведерли као Ентони Динозо мл. (епизода 2)

## Епизоде
| Бр. у серији | Бр. у сезони | Назив                           | Редитељ                 | Сценариста                                                      | Пpемијерно емитовање | Прод. код | Гледаоци САД-а (у милионима) |
| --- | ------------ | ------------------------------- | ----------------------- | --------------------------------------------------------------- | -------------------- | --------- | ---------------------------- |
| 458 | 1            | "Једног дана (3. део)"          | Дајана К. Валентајн     | Кристофер Џ. Вејлд                                              | 12. фебруар 2024.    | 2101      | 7.32                         |
| Екипа МЗИС-а мора помоћи Торесу када је своју будућност ставио на коцку суочавајући се са човеком који је мучио његову породицу када је био мали. Они схватају да је покривао своју сестру за коју је претпоставио да га је убила пошто су чули њену говорну пошту која каже „једног дана“, њихов породични код за постизање правде. Торес је претукао Риву, али није хтео да га упуца. Епизода се завршава тако што Паркер прима махнити телефонски позив од Џимија. |              |                                 |                         |                                                                 |                      |           |                              |
| 459 | 2            | "Приче које остављамо за собом" | Мајкл Зинберг           | Брајан Дицен и Скот Вилијамс                                    | 19. фебруар 2024.    | 2102      | 7.26                         |
| Џими посећује Дакија јутро пошто га је назвао да разговара о старом случају који му је недавно поново покренут, али открива да је Даки умро у сну. Пре своје смрти, Даки је помагао младој жени да открије истину иза оштрих оптужби против свог оца (војног ветерана) од стране посланика који се кандидује за Сенат. Пошто је случај решен, екипа се присећа лепих успомена на Дакија, а Динозо се појављује да ода почаст и понуди речи утехе Џимију.              |              |                                 |                         |                                                                 |                      |           |                              |
| 460 | 3            | "Линија живота"                 | Роки Керол              | Марко Шнабел                                                    | 26. фебруар 2024.    | 2103      | 7.00                         |
| Паркер уводи дан „Проходај километар” да би екипи дао увид у друга одељења, стављајући Мекгија у гаражу за кола, Тореса у рачуноводство, Најтаову уз домара, а Кејси у диспечерски центар. Кејси прима позив од тајанственог човека у невољи, а екипа убрзо сазнаје да је он бивши агент. |              |                                 |                         |                                                                 |                      |           |                              |
| 461 | 4            | "Недоречено"                    | Данијела Руа            | Јасмин Јилмаз                                                   | 4. март 2024.        | 2104      | 6.91                         |
| Подофицир који је радио на поверљивим списима је изгледа отет током свог трећег покушаја прошње девојке. Случај води екипу до официровог оца, познатог бизнисмена који није имао појма о његовом постојању и који жури да плати откуп како би покушао да врати сина. Екипа открива да је девојка одговорна јер жели новац његовог оца. |              |                                 |                         |                                                                 |                      |           |                              |
| 462 | 5            | "План"                          | Лајонел Колман          | Кетрин Бити и Чед Гомез Криси                                   | 25. март 2024.       | 2105      | 6.15                         |
| Тајни агент из Одељења на Блиском истоку пронађен је убијен, а његов руководилац, главни посебни агент Жао Фенг, који је случајно отац Најтове, помаже у истрази која кулминира нестанком биолошког оружја. Најтова се бави породичном драмом јер се открива да она никада није рекла оцу за своју везу са Џимијем док Мекги ДНК испитивањем открива да има полусестру за коју никада раније није знао.                                                               |              |                                 |                         |                                                                 |                      |           |                              |
| 463 | 6            | "Чудни провалници"              | Клаудија Јарми          | Ђина Голд, Аурор Ку и Стивен Д. Бајндер                         | 1. април 2024.       | 2106      | 5.90                         |
| Пилот морнарице је убијен на необичан начин, а докази упућују екипу на могућу најезду ванземаљаца. Истрага води до нечег много злокобнијег ако падне у погрешне руке. |              |                                 |                         |                                                                 |                      |           |                              |
| 464 | 7            | "915 метара"                    | Дајана Валентајн        | Кристофер Џ. Вејлд                                              | 15. април 2024.      | 2107      | 6.71                         |
| Директор Венс је упуцан док је био на женином гробу, а истрага открива да је цела агенција МЗИС-а мета освете због случаја на којем је Гибс радио пре двадесет година. У међувремену, док се опоравља, Венс покушава да се помири са својим сином Џаредом због разлога због којих је постао директор МЗИС-а. |              |                                 |                         |                                                                 |                      |           |                              |
| 465 | 8            | "Бездушни"                      | Мајкл Зинберг           | Брендан Фехили и Синди Мичел                                    | 22. април 2024.      | 2108      | 6.29                         |
| Екипа тражи побуду отмице и смрти познатог кардиохирурга. У међувремену, Торес открива да су Паркер и он иду на кошаркашко такмичење два на два, али се Паркер повредио. |              |                                 |                         |                                                                 |                      |           |                              |
| 466 | 9            | "Главни рез"                    | Дајана Валентајн        | Синопсис: Марко Шнабел Сценарио: Чед Гомез Криси и Марко Шнабел | 29. април 2024.      | 2109      | 6.66                         |
| Када су пронађени остаци капетана морнарице, Најтова и Торес путују у Тексас да пронађу осумњиченог убицу. У међувремену, Дилајла унајмљује ријалити ТВ звезду за реновирање куће како би реновирала кухињу, на велико Тимово живцирање. |              |                                 |                         |                                                                 |                      |           |                              |
| 467 | 10           | "Гребенско лудило"              | Хозе Клементе Хернандез | Скот Вилијамс                                                   | 6. мај 2024.         | 2110      | 6.84                         |
| Екипа истражује када су три тела пронађена на морнаричком броду који треба да буде пензионисан и претворен у вештачки гребен. Најтова и Паркер бивају заробљени када их је осумњичени закључао. У међувремену, Венс говори Најтовој да јој је понуђен посао шефа обуке за специјалце. |              |                                 |                         |                                                                 |                      |           |                              |

## Продукција
Дана 21. фебруара 2023. серија је обновљена за двадесет и прву сезону чија је премијера заказана за 12. фебруар 2024. Продукција сезоне је одложена због штрајкова ВГА и САГ-АФТРА у Сједињеним Државама.
Дејвид Мекалум, који је играо др Доналда "Дакија" Маларда у првих 20 сезона серије, умро је у септембру 2023. Друга епизода сезоне одала му је почаст разним клиповима из прошлих епизода како би прославила Дакијев живот и успомене са екипом, а појавио се и бивши члан главне поставе Мајкл Ведерли при чему је Динозо пружио подршку Палмеру неколико тренутака пре сахране.
Дана 5. јануара 2024. објављено је да ће чланица главне поставе серије Морнарички истражитељи: Лос Анђелес Данијела Руа режирати једну епизоду ове сезоне, а касније је откривено да је то 4. епизода „Неизречено“.
Дана 14. марта 2024, откривено је да ће и Руина и Ванеса Лешеј поново играти своје улоге Кензи Блај и Џејн Тенант у укупно 1000. епизоди франшизе, мада се ни Кензи ни Џејн неће појавити "раме уз раме" са вашингтонском екипом.